# قمة دول منظمة التعاون الإسلامي الطارئة 2012
هي قمة طارئة أقيمت في مكة بدعوة من عبد الله بن عبد العزيز آل سعود ملك المملكة العربية السعودية  يوم 14 أغسطس 2012 في رمضان.

## أحداث تزامن القمة
- الخلاف السعودي الإيراني
- الثورة السورية
- مناقشة موضوع تعليق عضوية سوريا من المنظمة [2][3]
- أزمة ميانمار
- خلافات إسلامية إسلامية